# Saint-Quentin-en-Tourmont
Saint-Quentin-en-Tourmont – miejscowość i gmina we Francji, w regionie Hauts-de-France, w departamencie Somma.
Według danych na rok 2011 gminę zamieszkiwało 308 osób, a gęstość zaludnienia wynosiła 9 osób/km² (wśród 2293 gmin Pikardii Saint-Quentin-en-Tourmont plasuje się na 691. miejscu pod względem liczby ludności, natomiast pod względem powierzchni na miejscu 11.).